# 早麦草
早麦草（学名：Eremopyrum triticeum）为禾本科旱麦草属下的一个种。

## 扩展阅读
- 維基物種上的相關：早麦草